# Kai Glahn
Kai Glahn (født 26. februar 1875, død 11. juni 1925) var en dansk embedsmand. Han var søn af Henrik Glahn og gift med en datter af Carl Salicath.
Glahn, der var kontorchef, fra 1921 departementschef, i Undervisningsministeriet, udgav en kommenteret udgave af Bern-konventionen og af Forfatterloven.